# Docs (Lleida)
El Docs és una obra de Lleida protegida com a Bé Cultural d'Interès Local.

## Descripció
Magatzem de planta lliure amb coberta de voltes de quatre punts, estructura metàl·lica amb pilars de ferro colat, bigues de gelosia en aspa i voltes de rajola. façana amb paredat de pedra i obertures remarcades amb maó massís.

## Història
Modificació d'obertures en façana.